# Khadija Shaw
Pour les articles homonymes, voir Shaw.
Khadija Shaw, née le 31 janvier 1997 à Spanish Town, est une footballeuse internationale jamaïcaine évoluant au poste d'attaquante à Manchester City. Avec l’équipe de Jamaïque, elle se qualifie et participe à la Coupe du monde féminine de football 2019.

## Biographie
Shaw grandit à Spanish Town en Jamaïque, au sein d’une famille nombreuse. Repérée alors qu’elle joue principalement dans la rue avec les enfants de son âge, elle rejoint à 14 ans les équipes nationales féminines des moins de 15, moins de 17 et moins de 20 ans. En 2015, la fédération jamaïcaine de football décide d’arrêter ses programmes féminins ; sur conseil de l’entraîneur Hue Menzies, Shaw part alors aux États-Unis pour poursuivre sa formation. Elle passe deux ans au Eastern Florida State College et joue pour les Titans en NJCAA, puis rejoint l’université du Tennessee et évolue avec les Volunteers en NCAA ; pendant ces années à l’étranger, elle perd trois de ses frères, victimes de règlements de compte, un quatrième dans un accident de voiture, et deux de ses neveux.
A l'été 2018, elle fait une pige en WPSL, ligue semi-pro américaine, avec le Florida Krush le 7 juillet 2018 contre le Florida Sol FC (victoire 6-1) lors duquel elle inscrit un but et fait une passe décisive, avant d'effectuer sa dernière saison universitaire avec l'université du Tennessee.
C’est son entraîneur universitaire qui la place pour la première fois à un poste d’attaquante où elle finit par exceller : lors des qualifications pour la coupe du monde 2019, Khadija Shaw marque 19 buts en 11 rencontres, ce qui fait d’elle la meilleure buteuse des qualifications.
Le 7 juin 2019, juste avant le début de la phase finale de la Coupe du monde, elle signe pour deux ans avec les Girondins de Bordeaux.
Après avoir terminé meilleure buteuse du championnat en 2020-2021 et qualifié son club pour la Ligue des champions, elle rejoint Manchester City.

## Distinctions
- 2018 : Joueuse de l’année décerné par The Guardian (titre mixte)[3]
- Membre de l'équipe type de Women's Super League en 2023[6]